# 馬修·默瑟
馬修·克里斯多福·米勒（英語：Matthew Christopher Miller，1982年6月29日—），通稱為「馬修·默瑟」（Matthew Mercer），是一位美國男配音員和編劇，較廣為人知的作品如2016年電子遊戲的《鬥陣特攻》中的麥卡利和2012年的《惡靈古堡6》以及動畫電影2012年的《惡靈古堡：詛咒》、2017年的《惡靈古堡：血仇》、2023年的《惡靈古堡：死亡島》中的里昂·S·甘乃迪角色。2014年他也在電子遊戲《爐石戰記》中替獵人雷克薩、炎魔拉格納羅斯以及黑龍王子奈法利安配音。
2015年默瑟也參與網路電視劇《Critical Role》。

## 生平
默瑟生於佛羅里達州的棕櫚灘花園，他的職業生涯始於高中，在幾部日本動畫片中扮演英語角色和附加角色，其包括電子遊戲、卡通和電台廣告等工作。他曾在世界各地做會議的嘉賓，舉辦動漫博覽會、動漫祭等活動，他目前的工作已擴展到電子遊戲、漫畫和廣播廣告中的眾多角色。

## 個人生活
2016年10月14日，默瑟與同女配音員瑪麗莎·蕾伊訂婚，並於2017年10月21日結婚。

## 演出作品
※粗體字表示說明飾演的主要角色。

### 动画配音
- 霹靂貓（新版）（英语：ThunderCats）（Tygra）
- DC Super Friends（超人、双面人）
- 生化危机：诅咒（里昂·S·甘乃迪）
- 生化危机：血仇（里昂·S·甘乃迪）
- 電馭叛客：邊緣行者（法爾科）
- 生化危机：死亡岛（里昂·S·甘乃迪）

### 外語动画配音
- 女神异闻录4 the Animation（巽完二）
- 火影忍者疾风传（大和）
- 李洛克的青春全力忍传（迈特・凯）
- Fate/Zero（衛宮切嗣）
- 数码宝贝合体战争（巴尔兽、墮天地獄獸、奥米加兽）
- HUNTER×HUNTER（第2作）（雷欧力·帕拉丁奈特）
- 钢之炼金术师 叹息之丘的圣星（梅尔宾·波贾／阿托拉斯）
- 刀剑神域（菊岡誠二郎）
- 斩服少女（美木杉爱九郎）
- 进击的巨人（里維·阿克曼）
- JoJo的奇妙冒險：星塵鬥士（空条承太郎）
- Fate/stay night Unlimited Blade Works（衛宮切嗣）
- ONE PIECE（托拉法尔加·D·瓦特尔·罗）
- 刀剑神域II（菊岡誠二郎）
- 美少女战士（王子・狄曼多）
- 美少女战士R（王子・狄曼多）
- 妖精的尾巴 新系列（席尔巴·佛尔帕斯塔）
- 战国BASARA贰（石田三成）
- 七龙珠超（希特）
- 进击的巨人 第3季（里維·阿克曼）
- 进击！巨人中学校（里維·阿克曼）
- 鬼滅之刃（産屋敷耀哉）
- 刀劍神域 Alicization（菊岡誠二郎）
- 进击的巨人 第3季（里維·阿克曼）
- 美少女战士Crystal（王子・狄曼多）
- 刀劍神域 Alicization War of Underworld（菊岡誠二郎）
- 鬼滅之刃剧场版 无限列车篇（産屋敷耀哉）
- 进击的巨人 最终季（里維·阿克曼）
- 女神异闻录5 the Animation（喜多川祐介）
- ONE PIECE：狂热行动（托拉法尔加·D·瓦特尔·罗）
- ONE PIECE：红发歌姬（托拉法尔加·D·瓦特尔·罗）
- 水果篮子（神明）
- 博人传-火影次世代-（大和）

### 游戏
- 魔兽世界（雷克薩、General Vezax、Halion、Captain Drok、Kilrogg Deadeye）
- 街頭霸王IV（飛龍〈英语版〉）
- 真人快打 (2011年)（柯蒂斯·斯崔克）
- 鬥陣特攻（麥卡利）
- 劍魂V（英语：Soulcalibur V）（Z.W.E.I.）
- 生化危机6（里昂·S·甘乃迪）
- 爐石戰記（獵人雷克薩、炎魔拉格納羅斯、黑龍王子奈法利安）
- 蝙蝠俠：阿卡漢騎士（羅賓）
- 英雄聯盟（剛普朗克）
- 最终幻想XV（柯爾·里歐尼斯〈英语版〉）
- 超級英雄：武力對決2（死亡射手）
- 蝙蝠俠：內敵（英语：Batman: The Enemy Within）（急凍人）
- 星際大戰：戰場前線II（卢克·天行者）
- 七龙珠系列（希特〈英语版〉）
- 任天堂明星大亂鬥系列（庫洛武〈英語版〉）
- 女神异闻录5 皇家版（喜多川祐介〈英語版〉）
- 鬼滅之刃 火之神血风谭（产屋敷耀哉〈英語版〉）
- 電馭叛客2077（法爾科）
- 審判之眼：死神的遺言（黑岩滿〈英語版〉）
- 最終幻想VII 重生（文森特·瓦倫泰〈英語版〉）

## 外部連結
- 馬修·默瑟在互联网电影资料库（IMDb）上的資料（英文）
- 馬修·默瑟的X（前Twitter）
- 馬修·默瑟的Instagram帳戶
- 馬修·默瑟[永久]的官網